# Riczka
 Riczka (ukr. Річка), Rzyczka, Ryczka – wieś na Ukrainie, w obwodzie iwanofrankiwskim, w rejonie kosowskim.

## Nazwa
Historycznie miejscowość w języku polskim określano mianem Ryczka. W okresie austriackim w użyciu była podwójna nazwa Rzyczka (Riczka) powielana następnie przez część polskich wydawnictw w okresie II Rzeczypospolitej. Jednocześnie dokumenty urzędowe z okresu międzywojennego podawały też nazwę Riczka. W niemieckich dokumentach okupacyjnych z czasów Generalnego Gubernatorstwa jako ustaloną nazwę polską podawano wariant Rzyczka. 

## Historia
W okresie międzywojennym miejscowość w składzie powiatu kosowskiego województwa stanisławowskiego.
Żydowscy mieszkańcy Riczki zostali zamordowani w listopadzie 1941 roku przez Ukraińców. W latach 1943–1944 r. nacjonaliści ukraińscy z OUN-UPA zamordowali 102 Polaków.